# Nazionale femminile di calcio del Libano
La nazionale di calcio femminile del Libano (in arabo المنتخب اللبناني لكرة القدم النسائي‎?) è la selezione maggiore femminile di calcio della Federazione calcistica del Libano, che rappresenta il Libano nelle varie competizioni ufficiali o amichevoli riservate a squadre nazionali.
In qualità di membro dell'AFC, partecipa a vari tornei di calcio internazionali, come le qualificazioni al campionato mondiale, alla Coppa d'Asia e ai Giochi olimpici estivi, oltre che a tornei ad invito come la Coppa araba femminile o il campionato dell'Asia occidentale. Il miglior risultato conseguito è una medaglia d'argento al campionato dell'Asia occidentale del 2022
In base alla classifica emessa dalla FIFA il 15 marzo 2024, la nazionale femminile occupa il 132º posto del FIFA/Coca-Cola Women's World Ranking.

## Storia
La nazionale libanese di calcio femminile, le cui componenti sono conosciute come "le ragazze dei cedri" (in arabo صبايا الأرز‎?), è stata costituita nel 2005. Insieme alle nazionali femminili di Giordania, Iran, Palestina e Siria, è uno dei membri fondatori della Federazione calcistica dell'Asia occidentale. L'esordio della squadra risale al campionato arabo femminile 2006 e coincise con una sconfitta per 12-0 contro l'Algeria; il torneo fu concluso dal Libano all'ultimo posto nel girone, che causò l'eliminazione al primo turno dopo tre partite senza gol all'attivo.
Il debutto della nazionale femminile del Libano nel campionato dell'Asia occidentale risale, invece, all'edizione del 2007 del torneo; dopo due sconfitte per 3-0, prima contro la Giordania e poi contro l'Iran, il Libano batté la Siria per 7-0 grazie ad una tripletta di Iman Chaito, terminando il torneo al terzo posto. Nel campionato dell'Asia occidentale del 2011 il Libano fu sorteggiato nel girone con l'Iran, la Siria e gli Emirati Arabi Uniti padroni di casa. Dopo aver perso per 8-1 la prima partita contro l'Iran, la selezione libanese vinse per 1-0 contro la Siria e nell'ultimo incontro perse per 5-0 contro gli Emirati Arabi Uniti, venendo eliminato dalla competizione.
Allenato da Farid Nujaim, il Libano prese poi parte alla campagna di qualificazione alla Coppa d'Asia del 2014, compiendo l'esordio nelle qualificazioni a un torneo ufficiale, a otto anni dalla costituzione della squadra. Inserita in un girone con Giordania, Uzbekistan e Kuwait, la compagine libanese perse per 5-0 contro la Giordania, prima di essere sconfitta dall'Uzbekistan per 4-0. Già eliminato, il Libano vinse per 12-1 contro il Kuwait, terminando la propria campagna di qualificazione con tre punti.
Il Libano fu sorteggiato con Thailandia, Taipei Cinese, Guam e Palestina nella qualificazione alla Coppa d'Asia del 2018, che si sarebbe svolta in Cisgiordania in Palestina. Tuttavia, il Libano si ritirò poiché si rifiutò di giocare in quanto "legittima l'occupazione israeliana del territorio".
Sotto la gestione di Wael Gharzeddine, il Libano gareggiò nel campionato dell'Asia occidentale del 2019 a gennaio, cui parteciparono sei squadre. All'esordio fu sconfitto per 3-2 dai padroni di casa del Bahrein. Nella seconda partita, il Libano conseguì una vittoria per 2-0 contro gli Emirati Arabi Uniti, in virtù dei gol realizzati sul finire di ciascuna delle due frazioni di gioco. Successivamente il Libano incappò in una sconfitta per 3-1 contro la Giordania, e finirono con una vittoria contro la Palestina per 3-0; la squadra chiuse la competizione al terzo posto.
Il Libano trovò Egitto, Tunisia e Sudan nel girone della Coppa araba femminile 2021. Dopo lo 0-0 contro la Tunisia, primo pareggio in assoluto della nazionale libanese, le ragazze dei cedri persero per 4-0 contro i padroni di casa dell'Egitto. Nell'ultima partita della fase a gironi sconfissero il Sudan per 5-1, terminando il torneo con l'eliminazione al primo turno, a causa del terzo posto nel raggruppamento.
La nazionale iniziò le qualificazioni per la Coppa d'Asia del 2022 nell'ottobre 2021, perdendo 4-0 contro il Myanmar; una vittoria per 1-0 contro gli Emirati Arabi Uniti, e una vittoria per 3-0 contro il Guam non erano sufficienti per la qualificazione alla loro prima Coppa d'Asia, finendo al secondo posto nel loro girone. Tra agosto e settembre 2022, il Libano prese parte al campionato dell'Asia occidentale del 2022 guidato dal CT Hagop Demirjian. Dopo aver vinto 3-0 contro la Palestina, il Libano perse contro i padroni di casa della Giordania 2-1 prima di vincere l'ultima partita contro la Siria 5-2. Il Libano finì al secondo posto per la prima volta, e Lili Iskandar venne votata miglior calciatrice del torneo.

## Partecipazione ai tornei internazionali
Legenda: Grassetto: Risultato migliore, Corsivo: Mancate partecipazioni

## Lista dei commissari tecnici
| Anni      | Nome              |
| --------- | ----------------- |
| 2006-2010 | Vatche Sarkissian |
| 2011      | Izzat Al Turk     |
| 2013      | Farid Njeim       |
| 2015      | Hiba El Jaafil    |
| 2017-2022 | Wael Gharzeddine  |
| 2022-2023 | Hagop Demirjian   |
| 2023-oggi | Jouana Hamze      |

## Organico

### Rosa attuale
Lista delle 21 calciatrici convocate dalla selezionatrice Jouana Hamze per le amichevoli contro la Palestina il 18 e il 21 luglio 2023.
Presenze e reti aggiornate al 21 luglio 2022, dopo la partita contro la Palestina.
| N. | Pos. | Giocatore        | Data nascita (età) | Pres. | Reti | Squadra         |  |
| -- | ---- | ---------------- | ------------------ | ----- | ---- | --------------- |  |
| 1  | P    | Racha Yaghi      | 10 giugno 2002     | 17    | -?   | SAS             |  |
| 21 | P    | Selena Malaeb    | 26 maggio 2005     | 1     | -?   | Akhaa Ahli Aley |  |
| 23 | P    | Lamitta El Dib   | 02 settembre 2005  | 6     | -?   | EFP             |  |
|    |      |                  |                    |       |      |                 |  |
| 2  | D    | Celine Al Haddad | 12 marzo 2001      | 14    | 0    | SAS             |  |
| 3  | D    | Karly Harfouche  | 03 agosto 2004     | 2     | 0    | SAS             |  |
| 5  | D    | Waed Raed        | 09 novembre 2006   | 11    | 0    | SAS             |  |
| 12 | D    | Julie Atallah    | 28 luglio 2005     | 8     | 0    | EFP             |  |
| 13 | D    | Lara Bou Hamra   | 16 febbraio 2004   | 0     | 0    | BFA             |  |
| 16 | D    | Tia Rita Daher   | 16 febbraio 2006   | 0     | 0    | SAS             |  |
| 19 | D    | Amina Karime     | 20 dicembre 2005   | 8     | 0    | BFA             |  |
| 20 | D    | Maria Mansour    | 23 giugno 2003     | 3     | 0    | EFP             |  |
|    |      |                  |                    |       |      |                 |  |
| 6  | C    | Sophie Fayad     | 08 dicembre 2004   | 8     | 2    | EFP             |  |
| 8  | C    | Rana Al Mokdad   | 18 novembre 1998   | 19    | 1    | SAS             |  |
| 10 | C    | Syntia Salha     | 12 gennaio 2003    | 16    | 4    | BFA             |  |
| 14 | C    | Lama Abdine      | 09 settembre 2006  | 1     | 0    | BFA             |  |
| 22 | C    | Zahwa Arabi      | 02 novembre 2005   | 10    | 1    | EFP             |  |
|    |      |                  |                    |       |      |                 |  |
| 7  | A    | Samira Awad      | 30 giugno 2000     | 17    | 4    | EFP             |  |
| 9  | A    | Christy Maalouf  | 20 dicembre 2005   | 17    | 8    | EFP             |  |
| 11 | A    | Angelina Saade   | 23 giugno 2006     | 1     | 0    | BFA             |  |
| 17 | A    | Hiba Allouch     | 28 giugno 2004     | 10    | 1    | SAS             |  |
| 18 | A    | Hanin Tamim      | 05 aprile 2000     | 18    | 7    | SAS             |  |

## Record individuali

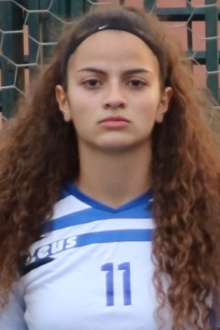
Lili Iskandar, detentrice del record di gol assoluto

Tabella aggiornata al 30 settembre 2023.
Il grassetto indica giocatori ancora in attività in nazionale.
| Record presenze | Record presenze | Record presenze | Record presenze | Record presenze |      | Record reti     | Record reti | Record reti | Record reti | Record reti | Record reti |
| Pos.            | Giocatore       | Periodo         | Presenze        | Reti            | Pos. | Giocatore       | Periodo     | Reti        | Presenze    | Reti/pr.    |             |
| 1               | Rana Al Mokdad  | 2017-oggi       | 23              | 1               | 1    | Lili Iskandar   | 2023-oggi   | 9           | 20          | 0,45        |             |
| 2               | Sara Bakri      | 2006-2017       | 22              | 7               | 2    | Christy Maalouf | 2021-oggi   | 8           | 17          | 0,47        |             |
| 2               | Taghrid Hamadeh | 2006-2015       | 22              | 2               | 2    | Hanin Tamim     | 2018-oggi   | 7           | 18          | 0,39        |             |
| 2               | Nathalie Matar  | 2015-oggi       | 22              | 0               | 4    | Sara Bakri      | 2006-2017   | 7           | 22          | 0,32        |             |
| 5               | Samira Awad     | 2018-oggi       | 21              | 5               | 5    | Nadia Assaf     | 2007-2013   | 5           | 7           | 0,71        |             |
| 5               | Yara Bou Rada   | 2018-oggi       | 21              | 1               | 6    | Syntia Salha    | 2021-oggi   | 5           | 20          | 0,25        |             |
| 7               | Lili Iskandar   | 2018-oggi       | 20              | 9               | 6    | Samira Awad     | 2018-oggi   | 5           | 21          | 0,24        |             |
| 7               | Syntia Salha    | 2021-oggi       | 20              | 5               | 8    | Iman Chaito     | 2007        | 3           | 3           | 1,00        |             |
| 9               | Hanin Tamim     | 2018-oggi       | 18              | 7               | 8    | Pilar Khoury    | 2021-oggi   | 3           | 8           | 0,38        |             |
|                 |                 |                 |                 |                 | 8    | Hiba El Jaafil  | 2006-2013   | 3           | 14          | 0,21        |             |
| 8               | Lara Bahlawan   | 2011-2021       | 3               | 17              | 0,18 |                 |             |             |             |             |             |
| 8               | Dima Al Kasti   | 2019-oggi       | 3               | 17              | 0,18 |                 |             |             |             |             |             |